# Minoru Kihara

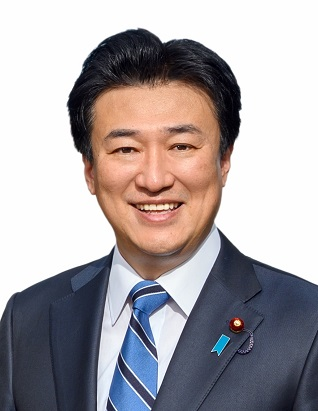
Minoru Kihara

Minoru Kihara (japanisch 木原 稔 Kihara Minoru; * 12. August 1969 in der Stadt Kumamoto, Präfektur Kumamoto) ist ein japanischer Politiker der Liberaldemokratischen Partei, darin der Motegi-Faktion, Mitglied des Abgeordnetenhauses für den 1. Wahlkreis von Kumamoto und ehemaliger Verteidigungsminister.
Nach seinem Studium an der Waseda-Universität begann Kiharas beruflicher Weg begann 1993 bei Japan Airlines. Nach einem Studium an einer LDP-Parteischule in Kanagawa kandidierte er bei der Abgeordnetenhauswahl 2005 für die LDP im Wahlkreis 1 gegen den demokratischen Abgeordneten Yorihisa Matsuno und unterlag zwar, gewann aber einen der neun LDP-Verhältniswahlsitze im Block Kyūshū. Bei der Wahl 2009 unterlag er noch deutlicher und verpasste auch einen Verhältniswahlsitz. 2012 setzte er sich im Wahlkreis Kumamoto 1 erstmals gegen Matsuno durch und verteidigte das Mehrheitswahlmandat bis einschließlich 2024 viermal in Folge.
2013 wurde er bei der Halbzeitauswechslung der Staatssekretäre im zweiten Kabinett Abe „parlamentarischer Sekretär“ im Verteidigungsministerium, 2016 (Kabinett Shinzō Abe III (2. Umbildung)) „Vizeminister“ im Finanzministerium. Von 2019 bis 2021 war er für die Kabinette Abe IV und Suga Berater des Premierministers mit Zuständigkeit für nationale Sicherheit.
Im September 2023 wurde Kihara im Rahmen einer Regierungsumbildung Verteidigungsminister und blieb bis zum Ende von Kishidas Amtszeit 2024 im Amt.